# Eburodacrys truncata
Eburodacrys truncata là một loài bọ cánh cứng trong họ Cerambycidae.